# Bao vây Tổ Đình Hòa Hảo
Bao vây Tổ Đình Hòa Hảo, là cuộc bao vây của Quân đội nhân dân Việt Nam đối với các lực lượng của chế độ Việt Nam Cộng hòa trong cuối chiến tranh Việt Nam, xảy ra từ ngày 2 đến 3 tháng 5 năm 1975 ở khu vực Tổ Đình Hòa Hảo tại xã Hòa Hảo, huyện Phú Tân, tỉnh Long Châu Tiền (nay thuộc tỉnh An Giang).

## Bối cảnh
Hội nghị Bộ Chính trị Ban Chấp hành Trung ương Đảng Cộng sản Việt Nam từ 18 đến 25 tháng 3 năm 1975 đã đề ra các đường lối tiếp theo cho công cuộc tổng tấn công. Trung ương Cục miền Nam dựa vào đó đã ra Nghị quyết 15 chuẩn bị tiến hành giai đoạn tổng công kích, tổng khởi nghĩa.
Sau khi Sài Gòn sụp đổ, Tiểu khu trưởng Sa Đéc, Tiểu khu trưởng Châu Đốc và một số sỹ quan Việt Nam Cộng hòa đã tập hợp trên 10.000 lính bảo an từ các nơi dồn về Tổ Đình Hòa Hảo tuyên bố "tử thủ" và thông báo đòi lập "khu tự trị" ở Long Xuyên và Châu Đốc. Trước khi rút về "thánh địa Hòa Hảo", viên chức Việt Nam Cộng hòa tiến hành đốt giấy tờ tại các cơ quan mà họ rời bỏ.

## Diễn biến và kết quả
Đêm ngày 2 tháng 5, Quân Giải phóng tiến hành bao vây các lực lượng Việt Nam Cộng hòa tại đây, kêu gọi đầu hàng. Đến 7 giờ sáng ngày 3 tháng 5 thì các lực lượng Việt Nam Cộng hòa đầu hàng.
Ngay sau đó, Quân Giải phóng tiến về bao vây chùa Tây An.

### Sách
- Trần Văn Trà (2005). Kết thúc cuộc chiến tranh 30 năm: tác phẩm chọn lọc. Nhà xuất bản Quân đội nhân dân.